# Mesosaurus
Mesosaurus è un genere estinto di rettili anapsidi che vissero durante il Permiano. Era lungo circa un metro.
Il suo nome significa "rettile medio".

## Il ritorno in acqua
Il Mesosaurus fu uno dei primi rettili che ritornarono a vivere in acqua da quando gli anfibi fecero la loro comparsa. Aveva in effetti numerose specializzazioni per la vita subacquea: zampe palmate, corpo idrodinamico e flessibile e una lunga coda sostenuta da lembi di pelle che crescevano sui bordi. Come i comuni lamantini, aveva anche costole molto spesse

## Cranio e dentatura
Questo strano rettile acquatico aveva un piccolo cranio, munito però di una lunga mascella. A differenza dei suoi parenti di terra, possedeva le narici vicino agli occhi, sicuramente per respirare anche se era immerso in acqua. Ma la cosa più impressionante che lo caratterizzava era una lunga fila di denti, troppo fini per mangiare pesci. Un'ipotesi molto probabile è che questo rettile acquatico si nutrisse di plancton, che filtrava appunto attraverso i suoi numerosissimi denti.

## Distribuzione
Il Mesosaurus è un indizio importante circa lo spostamento dei continenti, perché i suoi resti sono stati trovati sia in Africa sia in America Meridionale. Dato che era un animale d'acqua dolce e non poteva pertanto nuotare nell'acqua salata, questi ritrovamenti non potevano non suggerire un'antica contiguità dei due continenti in quella che ora chiamiamo Pangea.

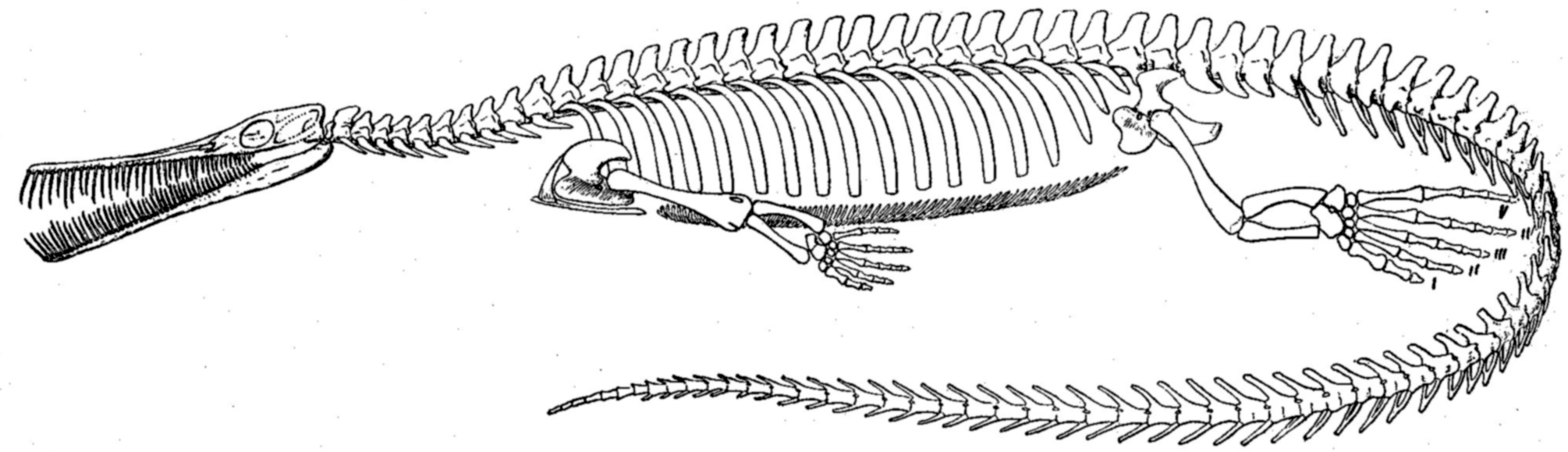
Lo scheletro di un Mesosaurus